# Ulrike Schweitzer

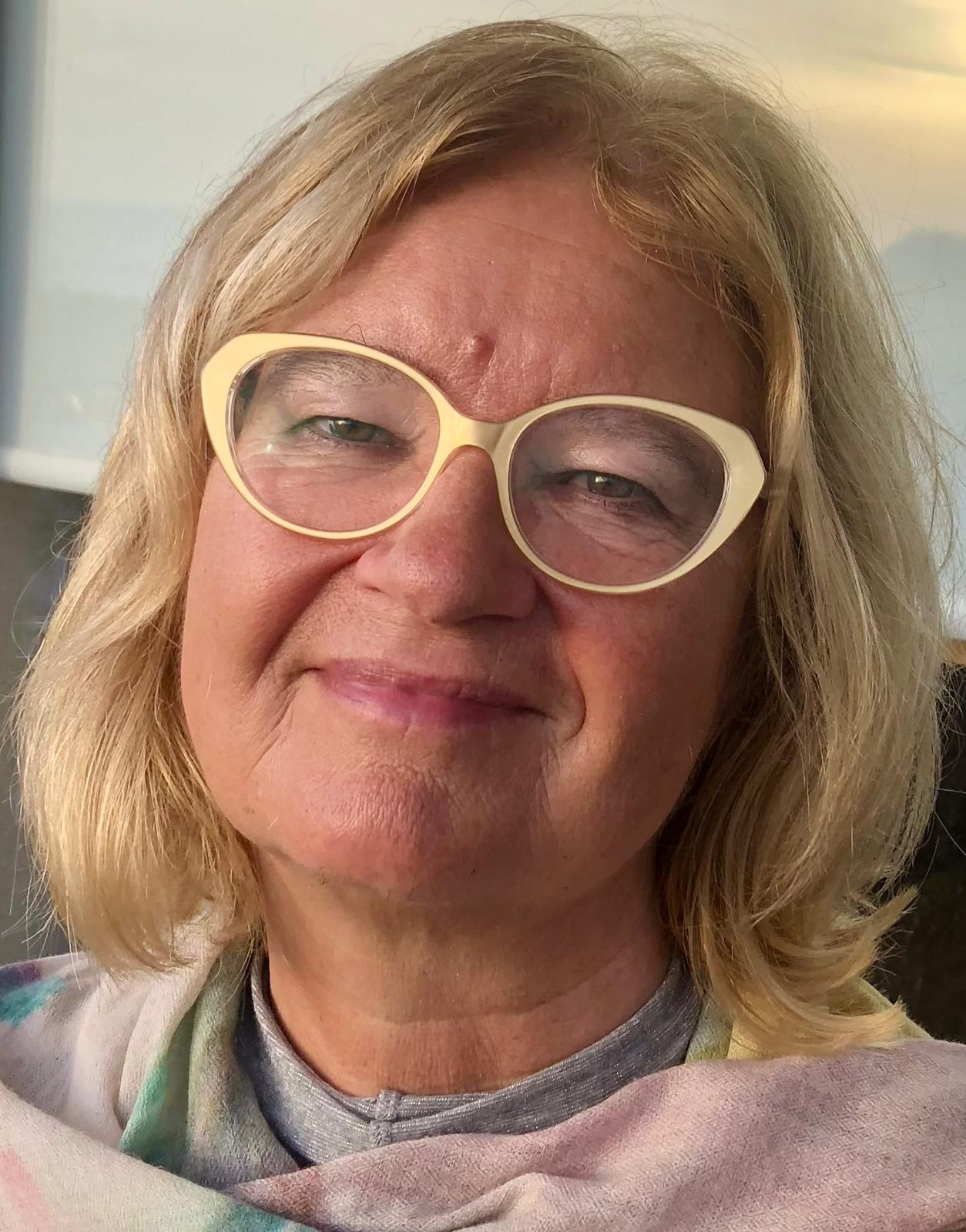
Ulrike Schweitzer (2024)

Ulrike Schweitzer (* 1954 in Köln) ist eine deutsche Journalistin, ehemalige Redaktionsleiterin der TV-Porträtreihe Menschen hautnah (WDR) sowie ehemalige stellvertretende Chefin der WDR-Programmgruppe Inland.

## Leben
Gemeinsam mit ihren drei Geschwistern ist Schweitzer in der Kölner Innenstadt aufgewachsen. Nach dem Abitur am Gymnasium Liebfrauenschule in Köln studierte sie Politik und Literaturwissenschaften in Berlin und Konstanz.
Ende der 1970er Jahre kehrte die Kölnerin aus Leidenschaft zurück in ihre Heimatstadt. 1978 kam Schweitzer zum WDR. Zuerst als freie Mitarbeiterin für das Format „Hallo Ü-Wagen“ mit Carmen Thomas. Darauf folgte ein WDR-Volontariat. Schweitzer war daraufhin Redakteurin beim Schulfernsehen. Ab 1981 war sie Autorin und Redakteurin beim Regionalmagazin „Hier und heute“ und dort auch als Reporterin in den „Unterwegs“-Ausgaben der Sendung zu sehen. Später wechselte Schweitzer für sieben Jahre zum politischen ARD-Magazin „MONITOR“ und produzierte dort zahlreiche eigene Beiträge.
Ab 2000 war Schweitzer langjährige Leiterin der TV-Porträtreihe „Menschen Hautnah“ und stellvertretende Chefin der WDR-Programmgruppe Inland.
Als Autorin der TV-Doku „Die Wiederkehr des Verdrängten“ (1995, Aufarbeitung der NS-Vergangenheit, auch der ihres Vaters) wurde sie auf dem Fernsehfestival in Nagasaki ausgezeichnet.
Zuletzt leitete Schweitzer neben „Menschen Hautnah“ seit 2014 auch die Doku-Reihe „Die STORY“ (WDR/ARD) und verantwortete viele preisgekrönte Dokumentationen und Porträts (u. a. Deutscher Kamerapreis 2006, Deutscher Fernsehpreis 2007, Bayerischer Fernsehpreis 2004 und 2014, Herbert-Quandt Medienpreis 2008, Deutscher Sozialpreis 2010, CIVIS Medienpreis 2011, Medienpreis für Wissenschaftsjournalismus 2014 (Kategorie TV), Deutscher Sozialpreis 2016).
Schweitzer war 2012 eine der ersten Unterstützerinnen der Aktion „Pro Quote“, die forderte, dass „in fünf Jahren 30 Prozent Frauen in journalistischen Führungspositionen tätig sind“. Sie moderierte u. a. die Debatte „Jung, weiblich, digital – Bestimmen Frauen die Online-Zukunft“ im Rahmen einer zweitägigen Veranstaltung des NDR in Hamburg im Sommer 2014.
Außerdem moderierte sie mehrere Ausgaben der Radio-Reihe „Funkhausgespräch“ (WDR5).
Seit 2017 ist Schweitzer im Ruhestand. Seitdem hat sie sich zahlreichen privaten Projekten gewidmet und eine Ausbildung als Mediatorin absolviert. Schweitzer hat einen Sohn und lebt mit ihrem Mann in Köln. 